# 와이오밍흙파는쥐
와이오밍흙파는쥐 또는 와이오밍주머니고퍼(Thomomys clusius)는 흙파는쥐과에 속하는 설치류의 일종이다. 미국의 토착종이다. 1915년과 1979년 사이에는 일반적으로 북부흙파는쥐의 아종으로 간주되었다.